# 阿西马塔
阿西马塔，是科威特科威特市的一座摩天大樓，高302公尺、65層樓，於2017年動工、2023年完工，為科威特第二高樓。